# 岩橋由佳
岩橋 由佳（いわはし ゆか、1月12日 - ）は、日本の女性声優。福岡県出身。ぷろだくしょんバオバブ所属。

## 経歴
高校時代に所属した放送部で声の演技をした際に芝居の面白さを知り、進路として声優を意識し始めたという。
筑紫女学園高等学校卒業後、ヒューマンアカデミー福岡校の声優専攻を経てぷろだくしょんバオバブ付属養成所BAOに入所する。養成所所属中の2014年10月に、ニコニコ生放送で配信されたツーファイブ制作の競馬バラエティ番組『ドキドキうまガール 2nd Season』で「うまガールみならい」としてデビューし、2015年4月にぷろだくしょんバオバブの預かり所属となった。

## 人物
好きな食べ物はラーメン、ピザ、明太子、肉、ふぐ。
趣味は、ガーデニング、映画・海外ドラマ鑑賞、ゲーム、ガンプラなどを作ること、散歩、カラオケである。特技は、お経、水泳、書道である。
英語検定準2級、書道初段、普通自動車免許の資格を持っている。
リラックマ、くまモン、犬、ハリネズミ、動物も好きである。

## 出演
太字はメインキャラクター。

### テレビアニメ
2015年
- 俺物語!!（女子B、客）
- GANGSTA.（娼婦）
- ドラえもん（テレビ朝日版第2期）（2015年 - 2024年、女の子B、女子A、子どもB、受付の女性、女の子 他）

2016年
- NINJAハットリくんリターンズ（河合夢子〈2代目〉）

2017年
- 忍たま乱太郎（2017年 - 2021年、町の人、姫）

2018年
- 三ツ星カラーズ（女性）
- はねバド!（三浦のり子）
- クレヨンしんちゃん（2018年 - 2024年、女子アナ、お客さんB、女子高校生B、ミニスカ女子B、手部礼子 他）

2019年
- 名探偵コナン（赤羽根十和、バニーガール）
- ワンパンマン（女性市民D）
- 消滅都市（タカヒコ）
- Re:ステージ! ドリームデイズ♪（本城香澄）
- あんさんぶるスターズ!（子供）
- とある科学の一方通行（アナウンス）
- 通常攻撃が全体攻撃で二回攻撃のお母さんは好きですか?（母親B）
- 神田川JET GIRLS（客）

2020年
- BanG Dream! 3rd Season（生徒）
- アイドリッシュセブン シリーズ（2020年 - 2022年、望） - 2シリーズ
- グレイプニル（後輩）
- あひるの空（女性キャスター）

2021年
- BLUE REFLECTION RAY/澪（少女）
- SELECTION PROJECT（淀川逢生）

2022年
- 恋は世界征服のあとで（デス美の母、門下生B）
- 金装のヴェルメイユ〜崖っぷち魔術師は最強の厄災と魔法世界を突き進む〜（女子）

2023年
- REVENGER（町人C、堂庵の見世物C、遊女B）
- もういっぽん!（手塚誉）
- お隣の天使様にいつの間にか駄目人間にされていた件（女子生徒）
- アリス・ギア・アイギス Expansion（的場アオイ）
- うちの会社の小さい先輩の話（店員）
- 帰還者の魔法は特別です（アルファ生徒）

2024年
- ひとりぼっちの異世界攻略（バレー部っ娘A）
- アオのハコ（部員）
- シャングリラ・フロンティア（モブF/I/L、モブD）
- 魔王2099（女子生徒C）

2025年
- 異修羅（少年）
- 悪役令嬢転生おじさん（マロン・シュエット、少女、光の球）
- Sランクモンスターの《ベヒーモス》だけど、猫と間違われてエルフ娘の騎士として暮らしてます（シスター）
- 一瞬で治療していたのに役立たずと追放された天才治癒師、闇ヒーラーとして楽しく生きる（子供）
- ウィッチウォッチ（女子生徒1、保健の先生、幼児1）
- ガチアクタ（女性）
- その着せ替え人形は恋をする Season 2（あまねの彼女）

### 劇場アニメ
- クレヨンしんちゃん 激突! ラクガキングダムとほぼ四人の勇者（2020年、あおぞら教室係員）

### OVA
- 転生したらスライムだった件（2020年、エリザベ） - 漫画版第15巻OAD付き限定版

### Webアニメ
- BULLET/BULLET（2025年、闇カワ武闘派アイドル・アイ[15]）

### ゲーム
2010年台
- 城姫クエスト（2014年、中津城）
- Re:ステージ！プリズムステップ（2017年 - 2024年、本城香澄）
- 温泉むすめ ゆのはな これくしょん（2018年、別府環綺）
- 共闘ことばRPG コトダマン（2018年 - 2021年、クバルフ、おしゃーまン、ウィルオウィフープ、クールセイバー、ウンディーヴァ）

2020年代
- アクション対魔忍（2020年、伊勢和香）
- アリス・ギア・アイギス（2021年 - 2024年、的場アオイ）
- 艦隊これくしょん-艦これ-（2023年 - 2024年、C.Cappellini / UIT-24 / 伊503、Nevada）

### ラジオCD
- ラジオCD Re:ステージ!〜ラジオのれんしゅう〜 Vol.1[34]

### デジタルコミック
- ComicFestaアニメZone モーションコミック
  - 放課後、ラブホで、先生と。（2017年、はーちゃん[35]）
- ジャンプチャンネル ボイスコミック
  - 夜桜さんちの大作戦（2020年 - 2021年、夜桜六美[36][37]）
  - 僕より目立つな竜学生（2021年、メリア・スピンドルストン[38]）
  - 俺はアクマでも彼女が欲しい（2021年、サキュバス[39]）
- エースこみっくチャンネル ボイスコミック
  - パシリな僕と恋する番長さん（2021年、寅丸[40]）

### 吹き替え

#### アニメ
- インベーダー・ジム: フローパス計画(2019年)

### ラジオ
※はインターネット配信。
- Re:ステージ! 〜ラジオのれんしゅう〜（2015年 - 2016年、音泉※） - 回替わりパーソナリティ[41]
- Re:ステージ! キラリン☆らじお（2016年 - 2017年、ニコニコ生放送・音泉※） - 回替わりパーソナリティ
- Re:STAGE! ch.〜リメンバーズRADIO〜（2017年 - 、音泉※） - 回替わりパーソナリティ

### テレビ番組
※はインターネット配信。
- ドキドキうまガール 2nd Season - うまガールみらないとして出演
- ニコニコあいんつ[4]
- Re:ステージ! 〜ニコ生のれんしゅう〜（2015年 - 2016年、ニコニコ生放送※） - 回替わりパーソナリティ[41]
- Re:ステージ! キラリン☆ニコ生（2016年 - 2017年、ニコニコ生放送※） - 回替わりパーソナリティ[42]
- Re:STAGE! ch〜リメンバーズTV〜（2017年 - 、YoutubeLIVE※） - 回替わりパーソナリティ

### イベント
- AnimeJapan2016 ぽにきゃんブースステージ 2日目 - 「Re:ステージ!」のメンバーとして出演

### 映像商品
- 温泉むすめ 3rd LIVE “NOW ON☆SENSATION!! Vol.3”〜ワイワイワッチョイナ!!〜（2018年12月）[43]

### ボイスドラマ
- 『泣かないで 魔王ちゃん』（2018年、ファタリテ）

## ディスコグラフィ

### キャラクターソング
| 発売日   | 商品名                                                                    | 歌                                                                    | 楽曲                                                                             | 備考                                                            |
| 2016年   | 2016年                                                                    | 2016年                                                                | 2016年                                                                           | 2016年                                                          |
| -------- | ------------------------------------------------------------------------- | --------------------------------------------------------------------- | -------------------------------------------------------------------------------- | --------------------------------------------------------------- |
| 3月16日  | Startin' My Re:STAGE!!                                                    | KiRaRe                                                                | 「Startin' My Re:STAGE!!」                                                       | 『Re:ステージ！』関連曲                                         |
| 8月17日  | リメンバーズ！                                                            | KiRaRe                                                                | 「リメンバーズ！」 「君に贈るAngel Yell」                                        | 『Re:ステージ！』関連曲                                         |
| 2017年   |                                                                           |                                                                       |                                                                                  |                                                                 |
| 1月18日  | 憧れFuture Sign                                                           | KiRaRe                                                                | 「憧れFuture Sign」 「夏の約束」                                                 | 『Re:ステージ！』関連曲                                         |
| 5月17日  | キラリズム                                                                | KiRaRe                                                                | 「Do it!! PARTY!!」 「GROWING!!」 「キライキライCЯY」 「ク・ルリラビー」         | 『Re:ステージ！』関連曲                                         |
| 9月20日  | Hang out!!!                                                               | AKATSUKI                                                              | 「Hang out!!!」 「Never ending dream」                                           | 『温泉むすめ』関連曲                                            |
| 12月20日 | 宣誓センセーション                                                        | KiRaRe                                                                | 「宣誓センセーション」 「WINTER JEWELS」                                         | 『Re:ステージ！』関連曲                                         |
| 2018年   |                                                                           |                                                                       |                                                                                  |                                                                 |
| 8月22日  | 367Days                                                                   | KiRaRe                                                                | 「367Days」 「冒険トラベラー」                                                   | 『Re:ステージ！』関連曲                                         |
| 2019年   |                                                                           |                                                                       |                                                                                  |                                                                 |
| 3月27日  | ハッピータイフーン                                                        | KiRaRe                                                                | 「ハッピータイフーン」 「ステレオライフ」                                        | 『Re:ステージ！』関連曲                                         |
| 7月24日  | Don't think,スマイル!!                                                    | KiRaRe                                                                | 「Don't think,スマイル!!」                                                       | テレビアニメ『Re:ステージ！ ドリームデイズ♪』オープニングテーマ |
| 7月24日  | Don't think,スマイル!!                                                    | KiRaRe                                                                | 「憧れFuture Sign (Piano Strings Arrange)」                                      | テレビアニメ『Re:ステージ！ ドリームデイズ♪』関連曲             |
| 8月21日  | ガジェットはプリンセス/せーので跳べって言ってんの！                       | 本城香澄（岩橋由佳）                                                  | 「せーので跳べって言ってんの！」                                                 | テレビアニメ『Re:ステージ！ ドリームデイズ♪』関連曲             |
| 10月2日  | DRe:AMER                                                                  | KiRaRe                                                                | 「キラメキFuture」 「OvertuRe:」                                                 | テレビアニメ『Re:ステージ！ ドリームデイズ♪』挿入歌             |
| 10月2日  | DRe:AMER KiRaRe盤                                                         | ここぱんな（岩橋由佳）                                                | 「ミライKeyノート」                                                              | テレビアニメ『Re:ステージ！ ドリームデイズ♪』挿入歌             |
| 10月2日  | DRe:AMER KiRaRe盤 きゃにめ特典CD                                          | 本城香澄（岩橋由佳）                                                  | 「ミライKeyノート」                                                              | テレビアニメ『Re:ステージ！ ドリームデイズ♪』関連曲             |
| 10月2日  | Re:ステージ！ ドリームデイズ♪ BD・DVD第1巻 きゃにめ特典CD                 | KiRaRe                                                                | 「宣誓センセーション -4sk Remix-」 「ハッピータイフーン -DJ WILDPARTY Remix-」   | テレビアニメ『Re:ステージ！ ドリームデイズ♪』関連曲             |
| 10月16日 | 温泉むすめコンプリートアルバム Vol.2                                      | AKATSUKI                                                              | 「情熱のパラディソ」 「暁のDiva」                                                | 『温泉むすめ』関連曲                                            |
| 10月23日 | Re:ステージ！ ドリームデイズ♪ BD・DVD第2巻 きゃにめ特典CD                 | KiRaRe                                                                | 「Startin' My Re:STAGE!! -KO3 Remix-」 「Don't think,スマイル!! -PSYQUI Remix-」 | テレビアニメ『Re:ステージ！ ドリームデイズ♪』関連曲             |
| 2020年   |                                                                           |                                                                       |                                                                                  |                                                                 |
| 8月21日  | 『共闘ことばRPG コトダマン』ゴッドインジャパン2020 スペシャルミニアルバム | ウンディーヴァ（岩橋由佳）                                            | 「キミにあふれるコトバ」                                                         | ゲーム『共闘ことばRPG コトダマン』関連曲                        |
| 12月16日 | Chain of Dream                                                            | KiRaRe                                                                | 「We Remember」                                                                  | 『Re:ステージ！』関連曲                                         |
| 2021年   |                                                                           |                                                                       |                                                                                  |                                                                 |
| 3月17日  | Re:STAGE! THE BEST                                                        | Re:STAGE! ALL IDOL                                                    | 「私たち、四季を遊ぶんです!!」                                                   | 『Re:ステージ！』関連曲                                         |
| 7月15日  | 『共闘ことばRPG コトダマン』ゴッドインジャパン2021 スペシャルミニアルバム | ウンディーヴァ（岩橋由佳）、イフリートーン（青山吉能）                | 「恋の旋律」                                                                     | ゲーム『共闘ことばRPG コトダマン』関連曲                        |
| 7月15日  | 『共闘ことばRPG コトダマン』ゴッドインジャパン2021 スペシャルミニアルバム | ウンディーヴァ（岩橋由佳）                                            | 「恋の旋律 - ウンディーヴァ」                                                    | ゲーム『共闘ことばRPG コトダマン』関連曲                        |
| 10月27日 | SELECTION PROJECT メインテーマCD                                          | 9-tie                                                                 | 「Glorious Days」                                                                | テレビアニメ『SELECTION PROJECT』オープニングテーマ             |
| 10月27日 | SELECTION PROJECT メインテーマCD                                          | 9-tie                                                                 | 「Only one yell」                                                                | テレビアニメ『SELECTION PROJECT』エンディングテーマ             |
| 10月27日 | SELECTION PROJECT メインテーマCD                                          | 9-tie                                                                 | 「SELECTION HEROINE」                                                            | テレビアニメ『SELECTION PROJECT』イメージソング                 |
| 12月22日 | SELECTION PROJECT ユニットソングCD                                        | 9-tie                                                                 | 「Naked Blue」 「いつか かなう 夢」                                              | テレビアニメ『SELECTION PROJECT』挿入歌                         |
| 12月22日 | SELECTION PROJECT ユニットソングCD                                        | Splasoda°                                                             | 「SPARKRASH」                                                                    | テレビアニメ『SELECTION PROJECT』挿入歌                         |
| 2022年   |                                                                           |                                                                       |                                                                                  |                                                                 |
| 1月26日  | SELECTION PROJECT BD・DVD第2巻特典CD                                      | Splasoda°                                                             | 「PARTY×PARTY」                                                                  | テレビアニメ『SELECTION PROJECT』関連曲                         |
| 2月25日  | SELECTION PROJECT BD・DVD第3巻特典CD                                      | 淀川逢生（岩橋由佳）                                                  | 「Only one yell」                                                                | テレビアニメ『SELECTION PROJECT』関連曲                         |
| 5月11日  | Sin City                                                                  | 本城香澄(CV:岩橋由佳) 一条瑠夏(CV:諏訪彩花) 坂東美久龍(CV:山田奈都美) | 「Sin City」                                                                     | 『Re:ステージ！』関連曲                                         |
| 8月5日   | Ideal/Idol                                                                | KiRaRe                                                                | 「Ideal/Idol」                                                                   | 『Re:ステージ！』関連曲                                         |
| 2024年   |                                                                           |                                                                       |                                                                                  |                                                                 |
| 4月1日   | Refrain                                                                   | KiRaRe                                                                | 「Dramatic Echoes」                                                              | 『Re:ステージ！』関連曲                                         |

### シリーズ一覧
1. ↑  第2期『Second BEAT!』（2020年）、第3期『Third BEAT!』第2クール（2022年）

### ユニットメンバー
1. 1 2 3 4 5 6 7 8 9 10 11  式宮舞菜（牧野天音）、月坂紗由（鬼頭明里）、市杵島瑞葉（田澤茉純）、柊かえ（立花芽恵夢）、本城香澄（岩橋由佳）、長谷川みい（空見ゆき）
2. 1 2  鬼怒川日向（富田美憂）、玉造彗（田澤茉純）、別府環綺（岩橋由佳）
3. ↑  式宮舞菜（牧野天音）、月坂紗由（鬼頭明里）、市杵島瑞葉（田澤茉純）、柊かえ（立花芽恵夢）、本城香澄（岩橋由佳）、長谷川みい（空見ゆき）、伊津村紫（小澤亜李）、伊津村陽花（嶺内ともみ）、式宮碧音（髙橋ミナミ）、一条瑠夏（諏訪彩花）、岬珊瑚（田中あいみ）、白鳥天葉（日岡なつみ）、帆風奏（阿部里果）、緋村那岐咲（長妻樹里）、坂東美久龍（山田奈都美）、西館ハク（佐藤実季）、南風野朱莉（高柳知葉）、城北玄刃（西田望見）
4. ↑  美山鈴音（矢野妃菜喜）、花野井玲那（水野朔）、濱栗広海（南雲希美）、今鵜凪咲（荒井瑠里）、八木野土香（羊宮妃那）、淀川逢生（岩橋由佳）、小泉詩（白河みずな）、山鹿栞（花井美春）、当麻まこ（下地紫野）
5. 1 2  濱栗広海（南雲希美）、今鵜凪咲（荒井瑠里）、八木野土香（羊宮妃那）、淀川逢生（岩橋由佳）